# بازی‌های جهانی سوارکاری ۲۰۱۸
بازی‌های جهانی سوارکاری ۲۰۱۸ که در میل اسپرینگ کارولینای شمالی و در کشور ایالات متحده آمریکا در مرکز سوارکاری تریون از تاریخ ۱۱ سپتامبر تا ۲۳ سپتامبر ۲۰۱۸ برگزار خواهد شد.این مسابقات هشتمین دوره از بازی‌های جهانی سوارکاری است که هر چهار سال یکبار و تحت نظارت فدراسیون جهانی سوارکاری برگزار می‌شود. این دومین باری است که میزبانی در آمریکای شمالی انجام می‌گیرد. پیشتر نیز در سال ۲۰۱۰ این بازیها در ایالات متحده آمریکا برگزار شد. کشور آمریکا نخستین کشوری خواهد بود که این بازیها را برای دو بار میزبانی کرده‌است.

## روند مناقصه
مناقصه ابتدایی برای میزبانی بازی‌های جهانی سوارکاری ۲۰۱۸ در سال ۲۰۱۱ و با گذراندن مرحله درخواست انجام گرفت. هشت کشور علاقه خود را جهت میزبانی این دوره از مسابقات نشان دادند با این وجود تنها پنج شهر به‌طور رسمی در سال ۲۰۱۲ کاندید شدند:رباط، برومون، بوداپست، وین و ولینگتون. استرالیا، روسیه، سوئد پیش از مرحلهٔ رسمی نامزدی انصراف دادند.
در سال ۲۰۱۳ چهار کاندیدای رسمی انصراف دادند و تنها برمون باقی ماند. با وجود این به دلیل عدم وجود پشتیبانی مالی برومون به جای دادن میزبانی به کانادا فدراسیون جهانی سوارکاری تصمیم گرفت تا مرحله مناقصه را در ۱ ژوئیه بازگشایی کند. برومون به عنوان کاندیدا در کنار دو شهر ولینگتون و لکسینگتون از ایالات متحده و بریتانیای کبیر همچنان باقی ماند.
بریتانیا و ولینگتون از مناقصه انصراف دادند؛ و برومون و لکسینگتون به عنوان رقیب باقی ماندند. برومون نهایتاً در ۹ ژوئن سال ۲۰۱۴ حق میزبانی را به‌دست‌آورد. اما در سال ۲۰۱۶ به دلیل عدم پشتیبانی مالی انصراف داد.به دنبال این انصراف تریون، کارولینای شمالی و شامرین اسلواکی علاقه‌مندی خود را جهت میزبانی این رقابتها نشان دادند. نهایتاً میزبانی بازیها در ۳ نوامبر ۲۰۱۶ به تریون داده شد.